# Am Markt 1a (Korschenbroich)

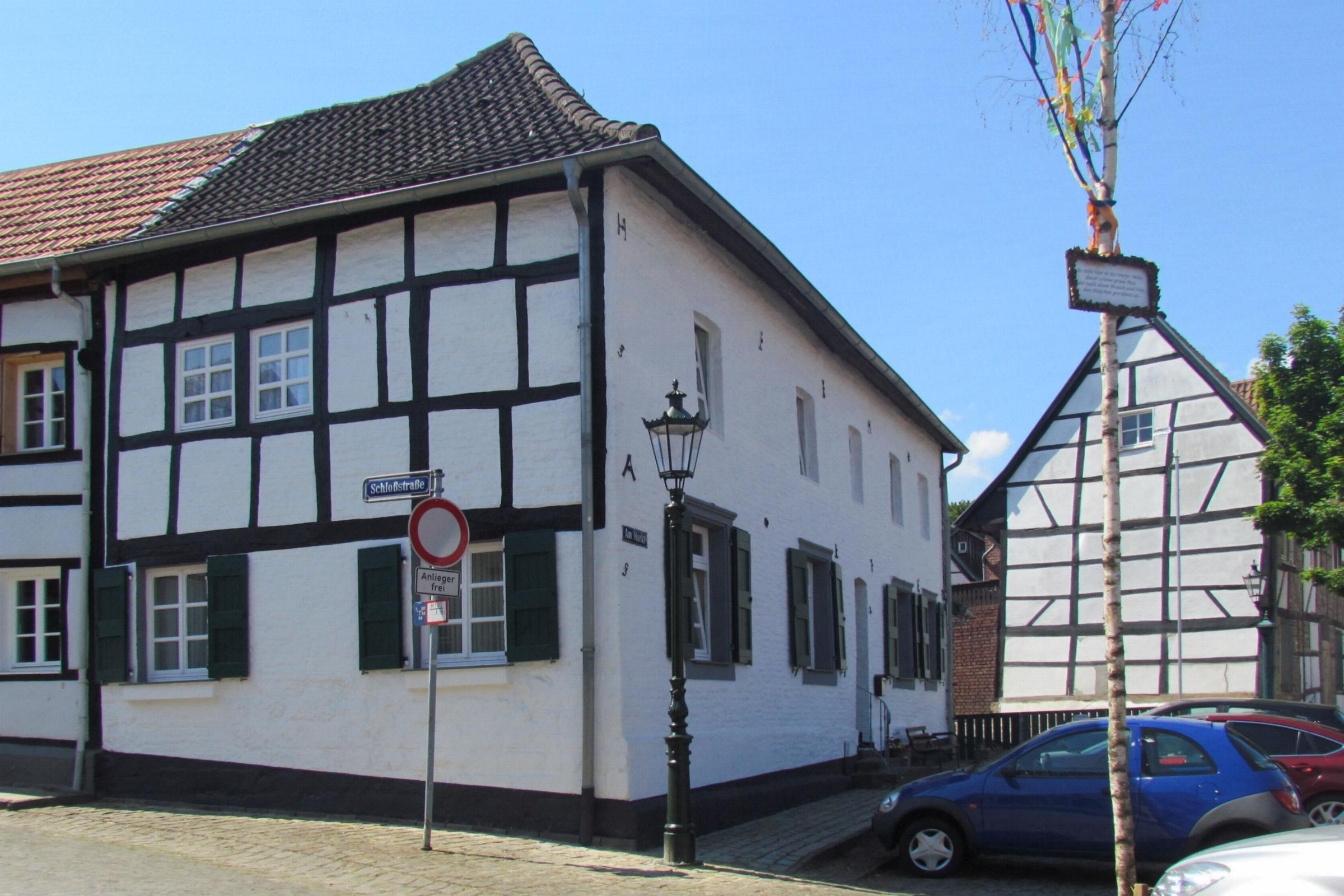
Backsteinbau

Das Backstein-Wohnhaus Am Markt 1a steht im Stadtteil Liedberg in Korschenbroich im Rhein-Kreis Neuss in Nordrhein-Westfalen.
Das Gebäude wurde 1780 erbaut und unter Nr. 138 am 10. Juni 1987 in die Liste der Baudenkmäler in Korschenbroich eingetragen.

## Architektur
Bei dem Denkmal handelt es sich um einen zweigeschossigen Backsteinbau mit Mauerankern. Das ursprüngliche Haus stammt aus dem 18. Jahrhundert, wahrscheinlich von 1782. Das Dach des Hauses ist zur Toreinfahrt hin abgewalmt, die Fassade besteht an der Seite zur Schlossstraße hin aus Fachwerk. Das Gebäude „Am Markt 1a“ stellt als Bestandteil des denkmalwerten Ensembles des alten historischen Marktes ein Denkmal dar. Liedberg und insbesondere auch der alte noch vorhandene Markt haben für die Stadtgeschichte von Korschenbroich heimatgeschichtliche Bedeutung.